# 猛虎乡
猛虎乡，是中华人民共和国云南省楚雄彝族自治州永仁县下辖的一个乡镇级行政单位。

## 行政区划
猛虎乡下辖以下地区：
猛虎村、迤帕拉村、格租村、阿里地村和么苴地村。